# Honda S
Honda S — рядный трёхцилиндровый бензиновый двигатель внутреннего сгорания объёмом 658 см3, разработанный и выпускающийся японской компанией Honda с 2011 года. Пришёл на смену двигателю Honda P. Устанавливается на кей-кары Honda. Заявленная цель компании Honda во время внедрения заключалась в том, чтобы к 2014 году иметь самые экономичные двигатели в каждом классе, в котором они присутствуют, и достичь 30-процентного сокращения выбросов CO2 во всех своих автомобилях к 2020 году. Второе поколение (S07B) появилось в 2017 году. Двигатели имеют такое же водоизмещение и длинноходную конструкцию.

## S07

### S07A (Earth Dreams)
- Топливная система: PGM-FI
- Клапанный механизм: DOHC
- Клапанов: 12
- Объём: 658,2 см3
- Диаметр цилиндра × ход поршня: 64,0 мм × 68,2 мм
- Степень сжатия: 11,2:1
- Мощность: 43 кВт (57 л. с.) при 7300 об/мин
- Крутящий момент: 65 Н⋅м при 3500 об/мин
- Применения:
  - Honda N-One
  - Honda N-Box

### S07A Turbo (Earth Dreams)
- Топливная система: PGM-FI
- Клапанный механизм: DOHC
- Клапанов: 12
- Объём: 658,2 см3
- Диаметр цилиндра × ход поршня: 64,0 мм × 68,2 мм
- Степень сжатия: 9,5:1
- Мощность: 47 кВт (63 л. с.) при 6000 об/мин
- Крутящий момент: 104 Н⋅м при 2600 об/мин
- Применения:
  - Honda S660 (2015—2022)
  - Honda N-One
  - Honda N-Box

### S07B
Двигатель S07B впервые был представлен в сентябре 2017 года во втором поколении N-Box. Он имеет значительно удлинённый ход поршня (77,6 мм), что в сочетании с зауженным диаметром цилиндра (60 мм) обеспечивает почти идентичный рабочий объём S07A. В то время как выходная мощность также почти идентична, атмосферный двигатель оснащён механизмом изменения фаз газораспределения и подъёма i-VTEC и механизмом управления бесступенчатым изменением фаз газораспределения, а турбированный двигатель оснащён электрической перепускной заслонкой.

#### Технические характеристики атмосферного двигателя (JF5 N-Box)
- Клапанный механизм: DOHC i-VTEC, цепной привод, 2 впускных клапана и 2 выпускных клапана
- Объём: 658 см3
- Диаметр цилиндра × ход поршня: 60 мм × 77,6 мм
- Степень сжатия: 12,0:1
- Топливная система: PGM-FI
- Мощность: 43 кВт (57 л. с.) при 7300 об/мин
- Крутящий момент: 65 Н⋅м при 4800 об/мин
- Применения:
  - N-Box (JF5/6)
  - N-Van (JJ1/2)
  - N-WGN (JH3/4)
  - N-One (JG3/4)

#### Технические характеристики турбированного двигателя (JF5 N-Box)
- Клапанный механизм: DOHC, цепной привод, 2 впускных клапана и 2 выпускных клапана
- Объём: 658 см3
- Диаметр цилиндра × ход поршня: 60 мм × 77,6 мм
- Степень сжатия: 9,8:1
- Топливная система: PGM-FI
- Мощность: 47 кВт (63 л. с.) при 6000 об/мин
- Крутящий момент: 104 Н⋅м при 2600 об/мин
- Применения:
  - N-Box (JF5/6)
  - N-Van (JJ1/2)
  - N-WGN (JH3/4)
  - N-One (JG3/4)